# Mill City (Nevada)
Mill City é uma comunidade não incorporada no condado de Pershing, estado do Nevada, nos Estados Unidos. O seu código zip é 89418.
Mill City foi fundada para processar o minério das minas das proximidades com água do rio Humboldt e acessos de caminho-de-ferro/. 
Na atualidade é a saída final da  Interstate 80 dentro do condado de Pershing e a quatro milhas a norte da austoestrada de Imlay  e funciona com uma paragem turística.
A Interstate bifurca a vila. No lado leste da autoestrada está um motel recentemente renovado que também contém várias pequenas lojas, restaurante de fast food e um casino, que junto com uma estação de serviço constituem o distrito comercial de Mill City. A parte ocidental da  Interstate é uma pequena área residencial. A  State Route 400 conecta as duas secções da vila, continuando para sul em direção a  Unionville.  